# M/39 hadipuska
Az M/39 hadipuska (becenevén „Ukko-Pekka”) a szovjet gyártmányú Moszin–Nagant ismétlőpuska finn változata. A puskát a finn hadsereg használta a második világháború során.
Az M/39 hadipuska a finn hadsereg második próbálkozása volt a Moszin–Nagant továbbfejlesztésére. A fegyvert gyakran illették az Ukko-Pekka becenévvel Pehr Evind Svinhufvud miniszterelnök után. Egy hadipuska kifejlesztését illetően a finn Fehér Gárda és a finn Fegyveres Erők által előterjesztett követelmények különböztek egymástól, így létrejöttek az M/27, M/28 és M/28–30 puskák, melyek valamelyest eltértek egymástól, ezért egyes alkatrészeik nem voltak csereszabatosak. Habár ezek a fegyverek nem voltak olyan jók, mint amilyenek lehettek volna, ha tervezőcsapataik összefognak. A Fehér Gárda, mivel távolabb tartotta magát a bürokráciától, jobban fel tudta tárni a problémákat és jobban meg is tudta oldani őket az M/28–30 puska esetén. A Fegyveres Erőknél már más volt a helyzet, ott a sokkal több gonddal küszködő M/27 puska jelent meg. 1934 tavaszán a hadsereg végül ráébredt arra, hogy a katonáknál rendszeresített M/27 puskák nagy része konstrukciós hibák miatt használhatatlan. 1935-ben a Védelmi Minisztérium hadianyagügyi osztálya megoldást keresett erre a problémára. Úgy döntöttek, hogy kifejlesztenek egy saját tervezésű puskát, de nem sokkal később a kész tervek híján felhagytak ezzel az ötlettel. A Fehér Gárda felajánlotta M/28–30-as puskáját megoldásként, de a Fegyveres Erők ellenezte a javaslatot, mivel jobbnak találták a rövidebb csövű M/91–35 tesztpuskát, melynek 1110 mm hosszú csöve volt.
A tőke és a megbízható puskák hiánya tovább késleltette a folyamatot (a finn kézifegyverek főtervezője, Aimo Lahti rendelkezett néhány tervvel, de egyik sem volt kiemelkedően jó). Leonard Grandell ezredes (a Fegyveres Erők gazdasági vezetője) tovább fokozta az ellentéteket azzal, hogy leállíttatta az M/28–30 puskák gyártását (azt akarta, hogy a Fehér Gárda és a Fegyveres Erők is az új fegyvert rendszeresítsék, és nem látta szükségét a „régi” M/28–30 puskák további gyártásának). Ezzel még inkább ingerelte a Fehér Gárdát. Nem ez volt az első és nem is az utolsó vita a Fehér Gárda és a Fegyveres Erők között.
A Fegyveres Erők megpróbálta elfogadtatni saját M/91–35 puskáját anélkül, hogy összevessék a Fehér Gárda jó hírnévnek örvendő M/28–30 puskájával. Ugyanakkor a Fehér Gárda azt akarta, hogy az ő M/28–30 puskájukat fogadják el mindennemű továbbfejlesztés nélkül.
Az M/91–35 puskák irányzéka különösen rossz volt. A rövid, 1110 mm-es puskacső túlzottan nagy lángcsóvát keltett a csőszájnál, különösen a régi típusú lőszerek használata közben. 1938 októberében végre a fejlesztési folyamat megindulni látszott - döntés született arról, hogy terveznek egy új fegyvert, az M/28–30 puskából kiindulva. Új csapatot állítottak fel a fegyver megtervezéséhez. Az új csapat tagjai között volt A.E. Saloranta (a Lahti-Saloranta M/26 könnyű géppuska egyik társtervezője) és Harry Mansner (az M/28–30 puska irányzékainak tervezője). 1939 február 17-én a végső tesztpuska elkészült. Az M/39 jelölést viselő fegyver a következőkben tér el az M/28–30-astól:
- Új, nehezebb puskatusa, pisztolymarkolat kialakítással. A nehéz puskatusa az M/39-est az 1930-as évek egyik legnehezebb forgó-tolózáras puskájává tette.
- Újfajta fémgyűrűket vezettek be, melyek könnyebbé tették az egész fegyver szét- és összeszerelését.
- A vállszíjat karikák segítségével lehetett a fegyverre rögzíteni, míg a korábbi Moszin–Nagant puskák puskatusán lyukat fúrtak a rögzítéshez.
- A puskacsövet módosították (nem volt olyan vastag, mint amilyet a Fehér Gárda puskáinál alkalmaztak).
- A puskacső belső átmérője nem volt olyan szűk, mint az M/28–30-nál (így a zsákmányolt szovjet lőszerek alkalmazása problémamentes volt).
- A töltényűrt a D–166 töltényhez tervezték (1936-tól ez a finn Fegyveres Erők szabvány lőszere).

Különösen a vállszíj és a puskatusa módosításai később igen praktikusnak bizonyultak az M/28–30-hoz képest. 1939 április 14-én az új M/39 puskát rendszeresítették, amely lépés igen szokatlan volt, hiszen nem készült végleges prototípus és végleges tervrajz sem. A téli háború kitörésével a gyártási tervek felborultak, az összes fegyvergyárat lefoglalták más eszközök gyártásával. Az első 20 000 puska rendelésével egészen 1940 áprilisáig vártak. A finn főparancsnokság kérdéseket intézett az összes katonai alakulatnak, hogy mondják el harctéri tapasztalataikat a meglévő fegyvereikről; ezen információk felhasználásával akartak változtatásokat eszközölni az M/39 puskán.
A sorozatgyártás 1940 nyarán indult a Sakonál, de a gyártás lassan folyt. Emiatt a finn katonák 1941-ig alig néhány M/39-est kaptak kézhez. A finn főparancsnokság 60 000 darabot rendelt a puskából a második világháború alatt, a Folytatólagos háború végéig nagyjából 53 500 darabot kaptak kézhez. A maradék 6500 darabot 1945-ben, nem sokkal a háború vége után gyártották. A Fehér Gárda nagyjából 20 500 darabot rendelt a Sako-tól, melyből körülbelül 10 500 darabot vehettek át a háború végéig. Ezen felül az AV3 is gyártott 30 300 darab M/39 hadipuskát. Az AV3 gyárban készült fegyverek puskacsövét a VKT (Valtion Kivääritehdas = Állami puskagyár) gyártotta, míg a Sako maga gyártott a puskacsöveket. Az M/39 sorozatgyártása 1945-ben véget ért, de kisebb mennyiségben meglévő és befejezetlen alkatrészekből egészen az 1970-es évekig gyártották. Az M/39-ből az 1990-es évek elejéig nagy mennyiség állt rendelkezésre raktárkészleten, majd Finnország nagyjából 200 000 AKM típusú gépkarabélyt vásárolt Németországtól és Kínától. Ezt követően a finn hadsereg elkezdte kiárusítani M/39 puskáit, melyekből a 2000-es évek második felére már alig maradt néhány darab.